# Kleinstein (Sächsische Schweiz)
Der Kleinstein ist ein 302 m ü. NHN hoher Berg in der rechtselbischen Sächsischen Schweiz. Er liegt an der Nordseite des Kirnitzschtals nahe dem Sebnitzer Ortsteil Ottendorf.

## Geographische Lage
Der Kleinstein liegt oberhalb des Kirnitzschtals zwischen der Buschmühle und dem Abzweig Ottendorf.

## Wandern und Aussicht
Der Kleinstein ist über Eisenleitern von der Kleinsteinhöhle kommend erreichbar. Von oben hat man eine Aussicht über die Hintere Sächsische Schweiz.